# Кенсінгтон (Коннектикут)
Кенсінгтон (англ. Kensington) — переписна місцевість (CDP) в США, в окрузі Гартфорд штату Коннектикут. Населення — 9962 особи (2020).

## Географія
Кенсінгтон розташований за координатами 41°37′39″ пн. ш. 72°46′34″ зх. д. / 41.62750° пн. ш. 72.77611° зх. д. (41.627394, -72.776194).  За даними Бюро перепису населення США в 2010 році переписна місцевість мала площу 13,97 км², з яких 13,55 км² — суходіл та 0,42 км² — водойми.

## Демографія
Згідно з переписом 2010 року, у переписній місцевості мешкало 8459 осіб у 3405 домогосподарствах у складі 2368 родин. Густота населення становила 606 осіб/км².  Було 3535 помешкань (253/км²).
Расовий склад населення:
| - 95,1 % — білих - 2,7 % — азіатів - 0,7 % — чорних або афроамериканців - 0,1 % — корінних американців |

До двох чи більше рас належало 1,0 %. Частка іспаномовних становила 3,4 % від усіх жителів.
За віковим діапазоном населення розподілялося таким чином: 19,9 % — особи молодші 18 років, 62,7 % — особи у віці 18—64 років, 17,4 % — особи у віці 65 років та старші. Медіана віку мешканця становила 44,8 року. На 100 осіб жіночої статі у переписній місцевості припадало 92,4 чоловіків;  на 100 жінок у віці від 18 років та старших — 90,4 чоловіків також старших 18 років.
Середній дохід на одне домашнє господарство  становив 98 281 долар США (медіана — 82 477), а середній дохід на одну сім'ю — 113 285 доларів (медіана — 102 911). Медіана доходів становила 70 422 долари для чоловіків та 50 883 долари для жінок. За межею бідності перебувало 7,4 % осіб, у тому числі 8,9 % дітей у віці до 18 років та 8,8 % осіб у віці 65 років та старших.
Цивільне працевлаштоване населення становило 4718 осіб. Основні галузі зайнятості: освіта, охорона здоров'я та соціальна допомога — 22,4 %, фінанси, страхування та нерухомість — 11,8 %, виробництво — 11,2 %.